# La Celle-les-Bordes
La Celle-les-Bordes település Franciaországban, Yvelines megyében. Lakosainak száma 832 fő (2022. január 1.). La Celle-les-Bordes Auffargis, Bullion, Cernay-la-Ville, Clairefontaine-en-Yvelines és Vieille-Église-en-Yvelines községekkel határos.

## Népesség
A település népességének változása:
| Lakosok száma | 860  | 827  | 861  | 834  | 838  | 836  | 831  | 825  | 832  |
|               | 2013 | 2015 | 2016 | 2017 | 2018 | 2019 | 2020 | 2021 | 2022 |